# Anolis rhombifer
Espèce
Synonymes
- Norops rhombifer (Boulenger, 1895)

Anolis rhombifer est une espèce de sauriens de la famille des Dactyloidae. 

## Répartition
Cette espèce est endémique du Nicaragua. 

## Publication originale
- Boulenger, 1895 "1894" : Second report on additions to the lizard collection in the Natural History Museum. Proceedings of the Zoological Society of London, vol. 1894, p. 722-736 (texte intégral).